# Desmond Tutu

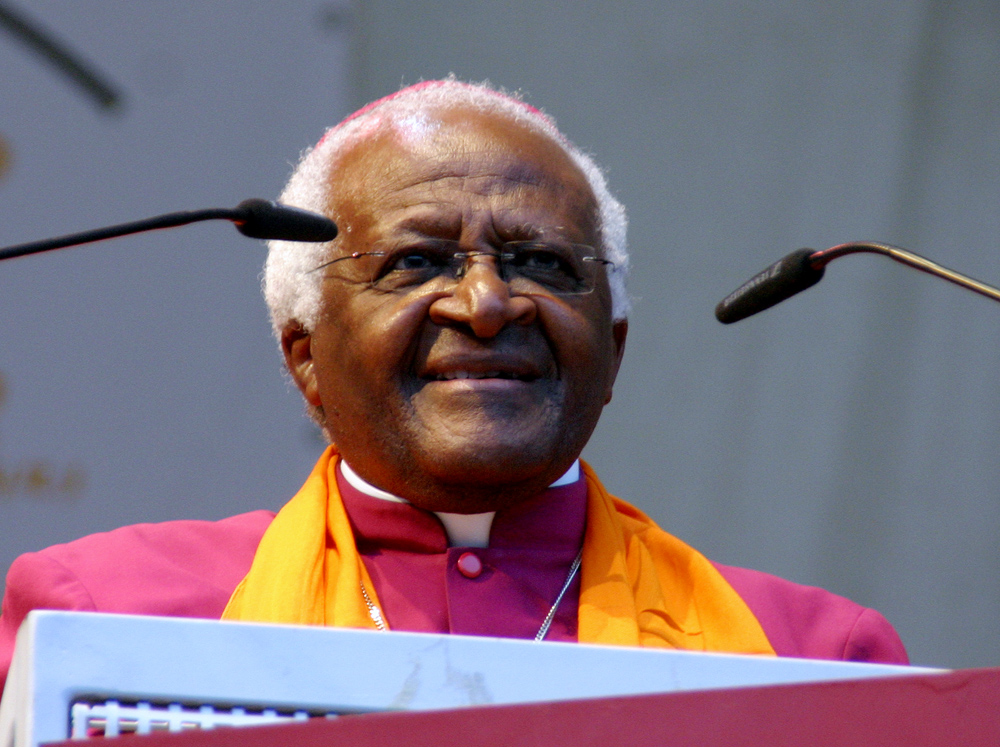
Arcybiskup Desmond Tutu przemawiający w Kolonii (2007)

Desmond Mpilo Tutu (ur. 7 października 1931 w Klerksdorp, zm. 26 grudnia 2021 w Kapsztadzie) – południowoafrykański biskup anglikański, zwierzchnik tamtejszego Kościoła, od lat 70. XX w. aktywny przeciwnik apartheidu. Był pierwszym czarnoskórym arcybiskupem południowoafrykańskiego Kościoła anglikańskiego. W 1984 został laureatem Pokojowej Nagrody Nobla.

## Życiorys
W 1960 przyjął święcenia kapłańskie w Kościele anglikańskim. Ukończył studia teologiczne na Uniwersytecie Londyńskim. W latach 1975–78 był biskupem Lesotho, w 1985 został biskupem Johannesburga. W połowie lat 70. zaangażował się w działania przeciwko segregacji rasowej w RPA, stając się ważną postacią tego ruchu.
Przeforsował wprowadzenie do konstytucji RPA zakazu dyskryminacji. Najbardziej zasłużył się dla pojednania między białymi i czarnoskórymi, co uchroniło RPA przed chaosem konfliktu etnicznego. Obrońca osób LGBT, prześladowanych w Afryce, działacz na rzecz równouprawnienia osób homoseksualnych (m.in. popierał małżeństwa osób tej samej płci). Działacz na rzecz praw człowieka i czołowy przedstawiciel ruchu prewencji HIV/AIDS w Afryce.
18 listopada 2007 w wywiadzie dla BBC Radio 4 oskarżył Kościół anglikański o obsesję na punkcie homoseksualności, dodając: „Jeżeli Bóg, jak mówią, jest homofobiczny, nie oddawałbym mu uwielbienia”.

## Życie prywatne
2 lipca 1955 ożenił się z Leah Nomalizo Tutu, z którą miał czworo dzieci: Trevora Thamsanqa, Theresę Thandekę, Naomi Nontombi oraz Mpho Andreę.

## Wyróżnienia
- 1984: Pokojowa Nagroda Nobla
- 1986: Nagroda Alberta Schweitzera za humanitaryzm

Nagroda Magubela za wolność
- 1987: Nagroda Pacem in Terris
- 2007: Gandhi Peace Prize przyznana przez prezydenta Indii A.P.J. Abdula Kalama
- 2004: Honorowy doktorat Uniwersytetu Warszawskiego[7]
- 2012: Nagroda Fundacji Mo Ibrahima[8] (wyróżnienie specjalne)
- 2013: Nagroda Templetona

## Upamiętnienie w popkulturze
- Jego wizerunek pojawił się w teledysku Michaela Jacksona Man in the Mirror
- Miles Davis zatytułował swoją płytę z 1986 jego nazwiskiem, by uhonorować przyznanie mu Nagrody Nobla
- W 2009, podczas trasy U2 360° Tour, emitowano przemówienie o współpracy wszystkich ludzi, wygłaszane przez Desmonda Tutu
- Jego postać pojawia się także w teledysku Chicken to Change zespołu Freshlyground
- Postać Tutu jest wspomniana w piosence Serce polskiej grupy reggae – Vavamuffin
- W odcinku specjalnym programu Top Gear kręconym w Botswanie, w napisach końcowych imiona wszystkich biorących udział w produkcji programu zostały zamienione na „Desmond” i poprzedzone tytułem „arcybiskup” w uznaniu zasług Desmonda Tutu
- Fragmenty przemówienia arcybiskupa wykorzystano w utworze muzycznym i teledysku pt. Ubuuntu grupy Lucky People Center
- Baskijski zespół Kortatu zatytułował jeden ze swoich utworów "Desmond Tutu"